# José Antonio Pagola
José Antonio Pagola Elorza (Añorga, San Sebastián, Guipúzcoa, 16 de junio de 1937) es un sacerdote español licenciado en Teología por la Universidad Gregoriana de Roma (1962), licenciado en Sagrada Escritura por el Instituto Bíblico de Roma (1965), diplomado en Ciencias Bíblicas por la Escuela Bíblica de Jerusalén (1966). Es conocido, además de sus libros, por haber sido el vicario general del obispo de San Sebastián, José María Setién. Su libro más conocido, Jesús, aproximación histórica (PPC, 1.ª ed. 2007, traducido a 8 idiomas, entre ellos inglés y con más de 100.000 ejemplares vendidos) fue debatido intensamente y retirado temporalmente por la editorial PPC, que lo volvió a publicar en 2013. 
Profesor en el Seminario de San Sebastián, y en la Facultad de Teología del Norte de España (sede de Vitoria). Ha desempeñado la responsabilidad de ser rector del Seminario diocesano de San Sebastián y, sobre todo, la de ser vicario General de la diócesis de San Sebastián.

## El debate en torno aJesús, aproximación histórica
La publicación de su último libro, Jesús. Aproximación histórica (PPC, Madrid 2007), un éxito editorial, con 80 000 ejemplares vendidos, levantó opiniones contrapuestas. Entre ellas se pueden citar las críticas de Demetrio Fernández González, entonces obispo de Tarazona (luego de Córdoba), la defensa de Xabier Pikaza o las críticas de José Antonio Sayés. A raíz de esta polémica el autor emitió un comunicado, aparecido el 7 de enero de 2008 en Eclesalia. Fue nuevamente contestado por el teólogo José Antonio Sayés, lo que generó la denominada polémica Sayés-Pagola Tras las indicaciones de la Congregación para la Doctrina de la Fe, el autor publicó la nueva edición revisada, aunque sin  el imprimatur.
En junio de 2008, la Conferencia Episcopal Española publicaba una «Nota de clarificación sobre el libro de José Antonio Pagola, Jesús. Aproximación histórica» en la que, tras comentar las deficiencias metodológicas y doctrinales que la Conferencia Episcopal encuentra en el libro, se concluye afirmando que «el autor parece sugerir indirectamente que algunas propuestas fundamentales de la doctrina católica carecen de fundamento histórico en Jesús».
Según sus defensores, la obra es un compendio de la investigación crítica sobre Jesús, una síntesis de las teorías teológicas de diversos autores, entre las cuales destaca una visión de Jesús a partir de su kerigma, según la corriente del llamado Jesús histórico, desde su Bautismo por Juan, hasta el mensaje de Pascua. Consideran que el libro consigue unir los aspectos social y religioso, espiritual e histórico, personal y social, liberador y piadoso en la vida de Jesús: «habla de Dios hablando de los pobres, habla de justicia tratando de la misericordia, habla de transformación económica ocupándose de la oración», se centra en la experiencia de sanación del Jesús que cura y en las parábolas «que nos abren los ojos para entender».
Según sus contradictores, en cambio, el libro presenta, en primer lugar, tres deficiencias principales desde el punto de vista metodológico: a) la ruptura que, de hecho, se establece entre la fe y la historia; b) la desconfianza respecto a la historicidad de los evangelios; y, c) la lectura de la historia de Jesús desde unos presupuestos que acaban tergiversándola. Las deficiencias doctrinales pueden resumirse en seis: a) presentación reduccionista de Jesús como un mero profeta; b) negación de su conciencia filial divina; c) negación del sentido redentor dado por Jesús a su muerte; d) oscurecimiento de la realidad del pecado y del sentido del perdón; e) negación de la intención de Jesús de fundar la Iglesia como comunidad jerárquica; y, f) confusión sobre el carácter histórico, real y trascendente de la resurrección de Jesús.
En 2008, Pagola publicó una segunda versión de su libro que contaba con el imprimatur del obispo de San Sebastián, monseñor Uriarte. Sin embargo, tal imprimatur fue revocado dos años después por la vaticana Congregación para la Doctrina de la Fe (CDF), que había asumido la revisión de la obra.
En defensa del libro de Pagola suele citarse un artículo del cardenal Gianfranco Ravasi en el que éste afirma que «la forma más transparente de guiar al lector no "técnico" en medio de este bosque [de obras y bibliografía sobre el Jesús histórico] sigue siendo quizás la narrativa adoptada en España por dos estudiosos, Armand Puig i Tarrech (Jesús. Respuesta a los enigmas. San Pablo) y José Antonio Pagola (Jesús. Una aproximación histórica. PPC)». Sin embargo, puesto que el artículo versa sobre investigación historiográfica, no cabe interpretar la mención realizada por el cardenal Ravasi como una aprobación a la «ortodoxia» del libro.
En marzo de 2013, la Conferencia Episcopal Española publica una nota en la que informa de la carta, fechada el 19 de febrero, que la Congregación para la Doctrina de la Fe remitió al obispo de San Sebastián, monseñor Munilla, acerca de la obra de Pagola y da cuenta de los precedentes y estado actual de la cuestión. Según la CDF, el libro, «aun no conteniendo proposiciones directamente contrarias a la fe es peligroso a causa de sus omisiones y de su ambigüedad. Su enfoque metodológico ha de considerarse erróneo, por cuanto que, separando al llamado "Jesús histórico", del "Cristo de la fe", su reconstrucción histórica elimina preconcebidamente todo cuanto excede de una presentación de Jesús como "profeta del Reino"». 
En la carta citada, la Congregación para la Doctrina de la Fe señala, asimismo, que «el Autor ha respondido satisfactoriamente a las observaciones hechas por la Congregación y que se le debe exhortar a introducirlas en futuras ediciones de la obra, a la que, no obstante, no se le podrá dar el imprimatur».
José Antonio Pagola ha declarado que, tras introducir las modificaciones solicitadas, sacará a la luz una nueva edición de su popular libro.

## Su obra
- Lectura y reflexión sobre los textos evangélicos de la liturgia cuaresmal, Instituto de Teología y Pastoral, 1968.
- Lectura y reflexión sobre los textos evangélicos de la liturgia Adviento, Instituto de Teología y Pastoral, 1968.
- La resurrección de Jesús en la fe de la primera comunidad cristiana, Instituto de Teología y Pastoral, 1970.
- Catequesis cristológicas, Idatz, 1975.
- Jesús de Nazaret. El hombre y su mensaje. San Sebastián, 1984. Ed. Idatz
- ¿Qué sabemos del Jesús histórico?, SM, 1981
- Aprender a vivir, Idatz, 1983.
- La resurrección de los muertos, SM, 1983.
- Buenas Noticias, Idatz, 1985.
- La Eucaristía, experiencia de amor y de justicia, Sal Terrae, 1990.
- Acción pastoral para una nueva evangelización, Sal Terrae, 1991.
- Creer en el Resucitado, Sal Terrae, 1992.
- Una ética para la paz, Idatz, 1992.
- Fidelidad al Espíritu en situación de Conflicto, Sal Terrae, 1995.
- Es bueno creer, DDB, 1997
- Jesús ante la mujer, 2006
- Jesús. Aproximación histórica, PPC, 2013, 12.ª ed.
- Padre nuestro. Orar con el espíritu de Jesús, PPC, 2012, 5.ª ed.
- Salmos para rezar desde la vida, PPC, 2012, 9.ª ed.
- Id y curad. Evangelizar el mundo de la salud y la enfermedad, PPC, 2012, 4.ª ed.
- El camino abierto por Jesús 2. Marcos, PPC, 2012
- El camino abierto por Jesús 1. Mateo, PPC, 2013, 5.ª ed.
- El camino abierto por Jesús 3. Lucas, PPC, 2013, 4.ª ed.
- El camino abierto por Jesús 4. Juan, PPC, 2013, 2.ª ed.
- Fijos los ojos en Jesús, PPC, 2013, 4.ª ed.
- Jesús y el dinero. Una lectura profética de la crisis, PPC, 2013.
- Grupos de Jesús. PPC, 2014, 2.ª ed.
- Volver a Jesús. PPC, 2014.
- Dejar entrar en casa a Jesús. PPC, 2018.